# Petrovskij rajon (Oblast' di Tambov)
Il Petrovskij rajon (in russo Петровский район?) è un rajon dell'Oblast' di Tambov, nella Russia europea; il capoluogo è Petrovskoe. Istituito nel 1959, ricopre una superficie di 1.740 chilometri quadrati.